# Thalatha
Thalatha là một chi bướm đêm thuộc họ Noctuidae.

## Loài
- Thalatha artificiosa Turner, 1936
- Thalatha bryochlora Meyrick, 1897
- Thalatha chionobola Turner, 1941
- Thalatha ekeikei Bethune-Baker
- Thalatha guttalis Walker, [1866]
- Thalatha melanophrica Turner, 1922
- Thalatha sinens Walker, 1857
- Thalatha symprepes Turner, 1933
- Thalatha trichroma Meyrick, 1902